# Milan Suchánek
Milan Suchánek (* 12. prosince 1959) je bývalý československý fotbalista, obránce. Jeho bratr je fotbalista Jozef Suchánek.

## Fotbalová kariéra
V československé lize hrál za Lokomotívu Košice, Slovan Bratislava a Duklu Banská Bystrica. Nastoupil ve 148 utkáních a dal 6 gólů. Za reprezentaci do 18 let nastoupil k 8 utkáním, za juniorskou reprezentaci do 21 let nastoupil v 10 utkáních. V Poháru UEFA odehrál 2 utkání.

## Ligová bilance
| Ročník                                      | Zápasy | Góly | Klub                  |
| ------------------------------------------- | ------ | ---- | --------------------- |
| 1. československá fotbalová liga 1978/79    | 9      | 0    | Lokomotíva Košice     |
| 1. československá fotbalová liga 1979/80    | 1      | 0    | Lokomotíva Košice     |
| 1. slovenská národní fotbalová liga 1979/80 | -      | -    | Slavoj Trebišov       |
| 1. slovenská národní fotbalová liga 1981/82 | 27     | 6    | VTJ Tábor             |
| 1. československá fotbalová liga 1982/83    | 21     | 1    | Lokomotíva Košice     |
| 1. československá fotbalová liga 1983/84    | 29     | 0    | Lokomotíva Košice     |
| 1. československá fotbalová liga 1984/85    | 29     | 1    | Lokomotíva Košice     |
| 1. československá fotbalová liga 1985/86    | 30     | 3    | Lokomotíva Košice     |
| 1. slovenská národní fotbalová liga 1986/87 | 14     | 1    | Lokomotíva Košice     |
| 1. slovenská národní fotbalová liga 1987/88 | 13     | 0    | Slovan Bratislava     |
| 1. československá fotbalová liga 1988/89    | 3      | 0    | Slovan Bratislava     |
| 1. československá fotbalová liga 1989/90    | 11     | 0    | Dukla Banská Bystrica |
| CELKEM 1. československá liga               | 148    | 6    |                       |